# Pucz Kappa-Lüttwitza

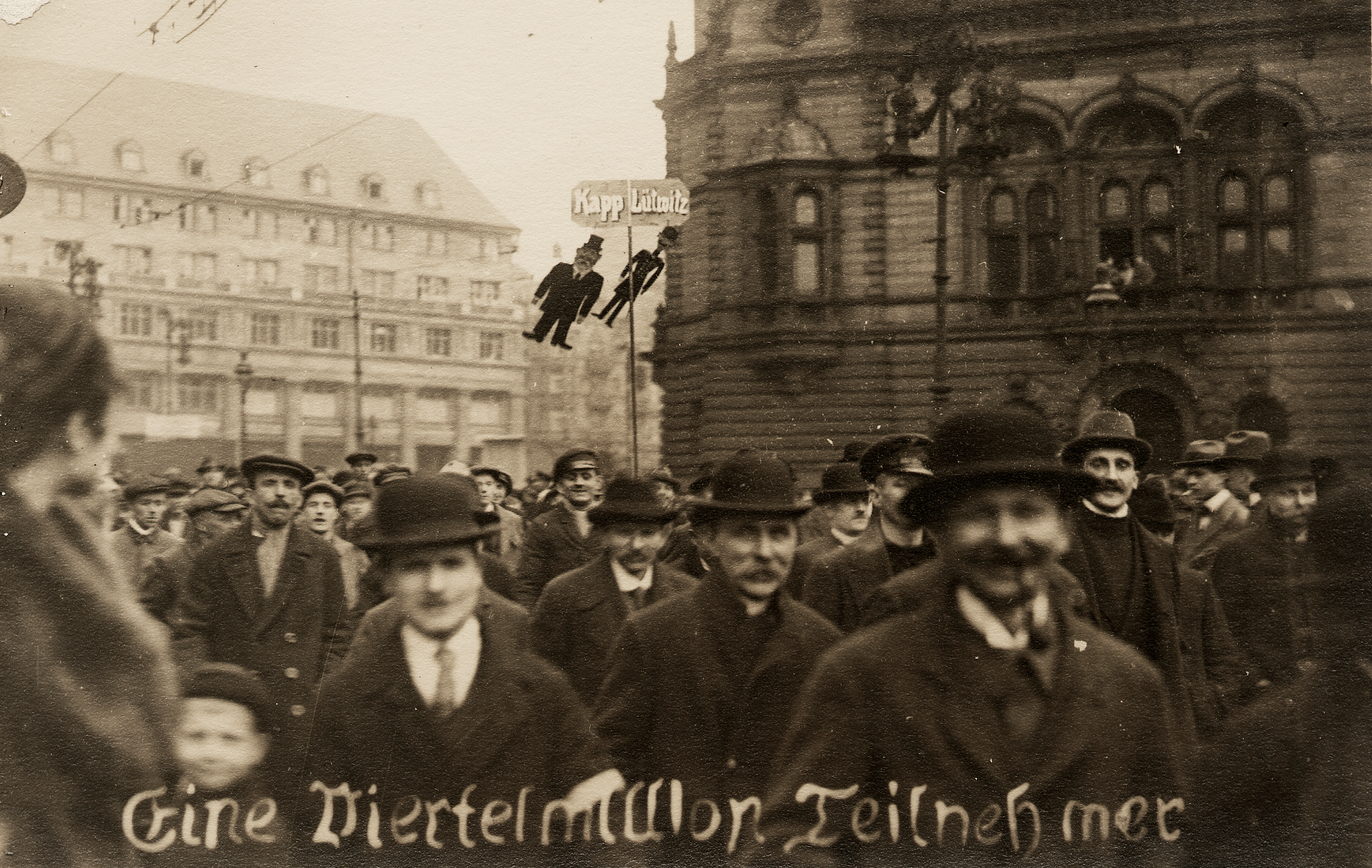
Demonstracja przeciwko puczowi w Berlinie

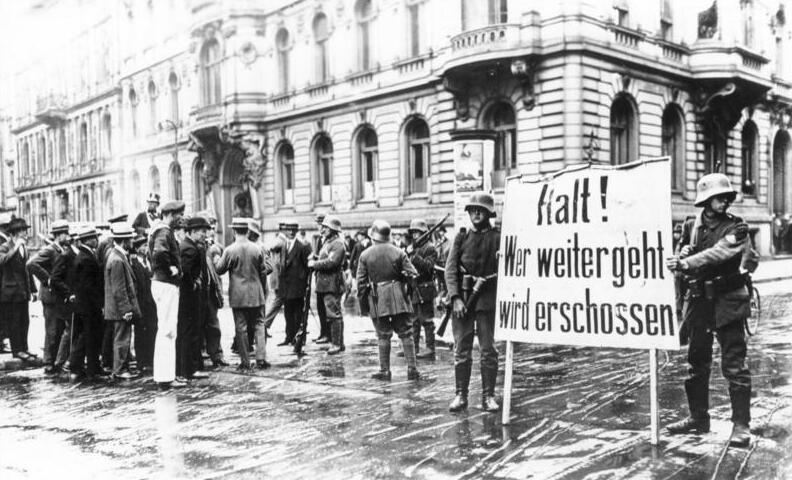
Puczyści w Berlinie – napis na transparencie głosi: Stój. Kto przejdzie, zostanie zastrzelony

Pucz Kappa-Lüttwitza − nieudana próba przewrotu monarchistycznego w Republice Weimarskiej w marcu 1920 roku.

## Tło historyczne
Republika Weimarska przez cały czas swojego istnienia zmagała się z wieloma problemami, które szczególnie nasiliły się w latach 1920−1924. Problemami tymi były m.in. zmaganie z lewicą pragnącą wprowadzenia republiki socjalistycznej, z problemami płynącymi z zewnątrz, w postaci niesprawiedliwych zdaniem ludności kosztów reparacji i następującym po ich ogłoszeniu niezadowoleniem społeczeństwa, oraz prawicą pragnącą powrotu do monarchii i upadku republiki. Oprócz tego istniały również problemy wewnętrzne, czyli rozbicie ideologiczne w parlamencie prowadzące do niemożności stworzenia większościowej koalicji oraz nieufność armii i generalicji wobec polityków i republiki. Ten ostatni czynnik doprowadził do powstania idei przewrotu. Pierwszą próbą, wszak niepodjętą, była próba z lipca 1919 r., kiedy to ludzie z tzw. kręgu Ludendorffa pragnęli przeprowadzić zamach stanu, od tego pomysłu odwiedli ich jednak Walther von Lüttwitz i Georg Ludwig Rudolf Maercker.
10 stycznia 1920 r. w życie wszedł traktat wersalski, który wywołał liczne demonstracje, z których pierwsza odbyła się już 3 dni później (13 stycznia 1920 r.). Zginęły wówczas 42 osoby, a 105 zostało rannych.

## Kulisy puczu
Pierwotny plan puczu zakładał ogłoszenie stanu wyjątkowego, aresztowanie rządu i odizolowanie Berlina. 13 marca 1920 r. do Berlina wkroczyły oddziały Freikorpsów dowodzonych przez gen. Lüttwitza. Zajęły one berlińską dzielnicę rządową, Reichstag, ważniejsze ulice oraz trakty komunikacyjne. Wolfgang Kapp został przez puczystów mianowany kanclerzem Rzeszy, a w jego rządzie zasiadło kilku polityków DNVP. Legalny rząd wycofał się początkowo do Drezna, a potem do Stuttgartu i stamtąd wezwał do strajku generalnego przeciwko puczystom. Próba przewrotu nie powiodła się. Decydujące okazało się stanowisko biurokracji ministerialnej, która odmówiła wypełniania zarządzeń Kappa. Reichswehra zachowała się wyczekująco. Jak wyraził to Hans von Seeckt: jeden garnizon nie będzie strzelać do innego garnizonu.
Jako znak rozpoznawczy puczystów została użyta swastyka malowana na hełmach żołnierzy Brygady Marynarki Ehrhardt (Marinebrigade Ehrhardt) pod dowództwem Hermanna Ehrhardta. Był to od 1919 r. symbol przeciwników rewolucji listopadowej oraz późniejszej Republiki Weimarskiej, używany przez takie organizacje jak Niemiecka Partia Robotników.

## Przebieg puczu
Na początku 1919 r. Reichswehra liczyła około 400 tys. żołnierzy. Dodatkowo około 250 tys. mężczyzn było członkami tzw. Freikorps. W związku z ustaleniami traktatu wersalskiego, Niemcy były zobowiązane do zredukowania liczebności swoich sił zbrojnych do maksymalnie 100 tys. żołnierzy. Z tego powodu Freikorps miały zostać rozwiązane.
W marcu 1920 r. wydano rozkazy rozwiązania oddziału Marinebrigade Ehrhardt. Jego przywódcy sprzeciwiali się temu, wnieśli nawet skargę do generała Walthera von Lüttwitza, dowódcy berlińskiej Reichswehry, prosząc go o wsparcie. Lüttwitz był organizatorem Freikorps na początku I wojny światowej, oddanym monarchistą. Wystosował wezwanie do prezydenta Niemiec Friedricha Eberta i ministra obrony Gustava Noske, w którym żądał odwołania programu zmniejszania liczby żołnierzy. Gdy Ebert odmówił, Lüttwitz rozkazał Marinebrigade Ehrhardt rozpoczęcie marszu na Berlin. Oddział zajął stolicę 13 marca 1920 r. Lüttwitz był główną siłą napędową puczu, pomimo tego, że jego nominalnym liderem był Wolfgang Kapp, 62-letni urzędnik i zagorzały nacjonalista z Prus Wschodnich.
Noske wezwał siły regularnej armii, aby te rozbiły puczystów. Dowódcy Reichswehry odmówili jednak podjęcia działań przeciwko buntownikom. Gen. Hans von Seeckt, stwierdził, że jego oddziały nie będą strzelać do innych niemieckich żołnierzy. Rząd, zmuszony do opuszczenia Berlina, przeniósł się do Drezna. Miał nadzieję, że otrzyma tam wsparcie od gen. Maerckera. Gdy członkowie gabinetu zdali sobie sprawę z tego, że ten nie chce opowiedzieć się po którejkolwiek stronie, przenieśli się do Stuttgartu. Tam rząd wydał odezwę do niemieckich robotników, wzywając ich do zdławienia puczu, przy pomocy strajku generalnego. Jego ogłoszenie spowodowało paraliż całego kraju, co wywołało załamanie się buntu Freikorpsów. Kapp i Lüttwitz, niezdolni do dalszego kierowania puczem, zbiegli do Szwecji.
Strajk niemieckich robotników, który po upadku puczu rozpętał się w Zagłębiu Ruhry, przekształcił się w otwartą rewolucję robotniczą. Rewolucjoniści powołali liczącą 50−80 tys. osób Armię Czerwoną i opanowali tereny na wschód od Düsseldorfu i Mülheim, które zostały odbite przez Freikorpsy dopiero po kilku tygodniach.